# Röq
Röq est une série de bande dessinée d'heroic fantasy écrite par Béatrice Avossa et dessinée par Didier Tarquin. Lancée par Soleil en 1992, elle a été interrompue après la parution du second album en 1993.

## Albums
- Röq, Soleil, coll. « Soleil de nuit » :

1. La Prospère magnifique, 1992  (ISBN 2-87764-120-1).
2. Le Prince creux, 1993  (ISBN 2-87764-148-1).

### Lien web
- « Röq », sur bedetheque.com.